# Serdar Berdimuhamedow
Serdar Gurbangulyýewiç Berdimuhamedow  (Aşgabat, 1981. szeptember 22. –) türkmén politikus, aki 2022. március 19. óta tölti be Türkmenisztán elnöki tisztségét. A türkmén miniszteri kabinet elnökhelyettese 2021 óta.
Berdimuhamedow korábban több más kormányzati pozícióban is szolgált apja, Gurbanguly Berdimuhamedow elnök tekintélyelvűnek tartott rendszere alatt. A 2022-es türkmén elnökválasztáson, amelyet számos nemzetközi megfigyelő látszatválasztásnak tekintett, sikeresen indult azért, hogy apja utóda legyen, és március 19-én lépett hivatalba.

## Fordítás
Ez a szócikk részben vagy egészben  a   Serdar Berdimuhamedow című angol Wikipédia-szócikk ezen változatának fordításán alapul.  Az eredeti cikk szerkesztőit annak laptörténete sorolja fel. Ez a jelzés csupán a megfogalmazás eredetét és a szerzői jogokat jelzi, nem szolgál a cikkben szereplő információk forrásmegjelöléseként.